# Buhl-Lorraine
Buhl-Lorraine település Franciaországban, Moselle megyében. Lakosainak száma 1191 fő (2022. január 1.). Buhl-Lorraine Hesse, Niderviller, Réding, Sarrebourg és Schneckenbusch községekkel határos.

## Népesség
A település népességének változása:
| Lakosok száma | 652  | 786  | 817  | 1078 | 1235 | 1229 | 1214 | 1191 | 1199 | 1191 |
|               | 1968 | 1982 | 1990 | 2006 | 2013 | 2015 | 2017 | 2019 | 2020 | 2022 |